# Буяльские
Буяльские  — старинный дворянский род шляхетского происхождения.
Восходит к началу XVII века и записан в VI-ю часть родословной книги Волынской губернии. Из этого рода происходил заслуженный профессор Императорской медико-хирургической академии и тайный советник Илья Васильевич Буяльский (1789—1866), записанный со своими потомками в III-ю часть родословной книги Черниговской губернии. Первоначально по Черниговской губернии Буяльские были записаны в I-ю часть родословной книги.
Герб Буяльского (Бяльского) внесён в Часть 11 Общего гербовника дворянских родов Всероссийской империи, стр. 152.
Другой род — потомство Станислава Буяльского. Герб: в голубом поле три произрастающие из земли лилии, из коих на средней ястреб. Нашлемник: три страусовых пера. Представители рода входили в состав казацкой старшины Гетманщины (Малороссийский гербовник).